# Marshallacris imponens
Marshallacris imponens är en insektsart som beskrevs av Günther, K. 1979. Marshallacris imponens ingår i släktet Marshallacris och familjen torngräshoppor. Inga underarter finns listade i Catalogue of Life.